# Chris Potter (acteur)
Christopher Jay 'Chris' Potter (Toronto, 23 augustus 1960) is een Canadees acteur, filmregisseur en filmproducent.

## Biografie
Potter werd geboren in Toronto in een gezin van drie kinderen, en groeide op in London (Ontario). Hij heeft de high school doorlopen aan de Oakridge Secondary School in London waar hij actief was in hockey, honkbal, American football en acteren. Hij wilde een carrière als atleet maar daar was zijn vader op tegen en toen besloot hij om zijn carrière te wijden aan het acteren en begon met acteren in lokale theaters.
Potter is vanaf 1985 getrouwd en heeft hieruit vier kinderen.

## Filmografie

### Films
Uitgezonderd korte films.
- 2015 Angels in the Snow - als Charles Montgomery
- 2014 The Good Witch's Wonder - als Jake Russell
- 2013 The Good Witch's Destiny – als Jake Russell
- 2012 The Good Witch's Charm – als Jake Russell
- 2011 The Good Witch's Family – als Jake Russell
- 2011 A Warrior’s Heart – als Seamus Sullivan
- 2010 A Heartland Christmas – als Tim Fleming
- 2010 The Good Witch's Gift – als Jake Russell
- 2010 The Stepson – als Robert May
- 2009 The Good Witch's Garden – als Jake Russell
- 2008 The Good Witch – als Jake Russell
- 2008 The Perfect Assistant – als David Wescott
- 2007 She Drives Me Crazy – als Hank Meacham
- 2006 Thrill of the Kill – als Graydon Jennings
- 2006 Spymate – als Mike Muggins
- 2005 Trump Unauthorized – als Fred Trump jr.
- 2005 The Pacifier – als kapitein Bill Fawcett
- 2004 Sex Traffic – als Tom Harisburgh
- 2003 Rush of Fear – als Sam Bryant
- 2003 A Wrinkle in Time – als dr. Jack Murry
- 2003 Open House – als David Morrow
- 2002 Astronauts – als Sam Ryan
- 2001 Arachnid – als Valentine
- 2001 Final Jeopardy – als Jed Seigel
- 2001 The Shrink Is In – als Jonathon
- 2001 The Waiting Game – als Tim / Adrian
- 2001 The Big House – als Jack Brewster
- 2000 Rocket's Red Glare – als Tom Young
- 1992 The Legend Continues – als Peter Caine

### Televisieseries
Uitgezonderd eenmalige gastrollen.
- 2007 – 2024 Heartland – als Tim Flemming – 267 afl.
- 2006 – 2008 Runaway – als Bob Sullivan – 2 afl.
- 2007 The Young and the Restless – als Evan Owen - 12 afl.
- 2007 Superstorm – als Dan Abrams – 3 afl.
- 2003 – 2005 Wild Card – als Dan Lennox – 36 afl.
- 2001 Queer as Folk – als dr. David Cameron – 19 afl.
- 1996 – 1999 Silk Stalkings – als Tom Ryan – 66 afl.
- 1993 – 1997 Kung Fu: The Legend Continues – als Peter Caine – 83 afl.
- 1992 – 1996 X-Men – als Gambit / Remy LeBeau (stemmen) - 62 afl.
- 1990 – 1992 Material World – als Tim Lyons – 25 afl.

### Computerspellen
- 1995 X-Men 2: Clone Wars – als Gambit
- 1993 X-Men – als Gambit

### Filmregisseur
- 2010 – 2021 Heartland – televisieserie – 24 afl.
- 1998 – 1999 Silk Stalkings – televisieserie – 3 afl.

### Filmproducent
- 2014 The Good Witch's Wonder - film
- 2013 The Good Witch's Destiny – film
- 2012 The Good Witch's Charm – film

- Bibliothèque nationale de France: cb14217159w (data)
- International Standard Name Identifier: 0000 0000 7840 5308
- Library of Congress Control Number: no2003038382
- Nationale Bibliotheek van Israël: 987007399118605171
- Nederlandse Thesaurus van Auteursnamen: 245550224
- Virtual International Authority File: 39587997
- WorldCat: E39PBJhmMPTj3663r86Qf8HDMP